# Holmsjö
Holmsjö är en tätort i Karlskrona kommun och kyrkby i Sillhövda socken i Blekinge län, belägen cirka 30 km norr om Karlskrona vid Kust till kust-banan.

## Befolkningsutveckling
| Befolkningsutvecklingen i Holmsjö 1960–2020 | Befolkningsutvecklingen i Holmsjö 1960–2020 | Befolkningsutvecklingen i Holmsjö 1960–2020 | Befolkningsutvecklingen i Holmsjö 1960–2020 | Befolkningsutvecklingen i Holmsjö 1960–2020 |
| ------------------------------------------- | ------------------------------------------- | ------------------------------------------- | ------------------------------------------- | ------------------------------------------- |
|                                             |                                             |                                             |                                             |                                             |
| År                                          |                                             |                                             | Folkmängd                                   | Areal (ha)                                  |
| 1960                                        | 1960                                        |                                             | 359                                         |                                             |
| 1965                                        | 1965                                        |                                             | 314                                         |                                             |
| 1970                                        | 1970                                        |                                             | 358                                         |                                             |
| 1975                                        | 1975                                        |                                             | 418                                         |                                             |
| 1980                                        | 1980                                        |                                             | 457                                         |                                             |
| 1990                                        | 1990                                        |                                             | 381                                         | 100                                         |
| 1995                                        | 1995                                        |                                             | 370                                         | 102                                         |
| 2000                                        | 2000                                        |                                             | 305                                         | 109                                         |
| 2005                                        | 2005                                        |                                             | 347                                         | 109                                         |
| 2010                                        | 2010                                        |                                             | 334                                         | 108                                         |
| 2015                                        | 2015                                        |                                             | 370                                         | 122                                         |
| 2020                                        | 2020                                        |                                             | 377                                         | 120                                         |
|                                             |                                             |                                             |                                             |                                             |

## Samhället
Bland ortens offentliga serviceutbud kan nämnas en vårdcentral och en skola (1-6).

## Näringsliv
I Holmsjö finns en del mindre verksamheter, men flertalet av de yrkesverksamma pendlar till Emmaboda, Torsås, Karlskrona eller Ronneby.

## Kommunikationer
Holmsjö station trafikeras med Krösatågen och ligger utmed Kust till kust-banan på sträckan mellan Karlskrona och Emmaboda.

## Evenemang
Holmsjö marknad är ett lokalt evenemang som lockar besökare från vida omkring. Marknaden anordnas traditionsenligt två gånger per år, vår och höst.

## Personer från orten
Fotbollsdomaren Martin Hansson kommer från Holmsjö.
Fotbollsspelaren Mikael Antonsson, numera spelande för FC København, startade sin karriär i den lokala fotbollsklubben, Sillhövda AIK.